# 9/11
9/11 (Onze de Setembro) é um filme documentário franco-estadunidense de 2002, sobre os ataques de 11 de Setembro de 2001 à cidade de Nova Iorque. O filme foi dirigido por Jules e Thomas Naudet, pelo bombeiro da FDNY James Hanlon, e apresentado por Robert De Niro.

## Enredo

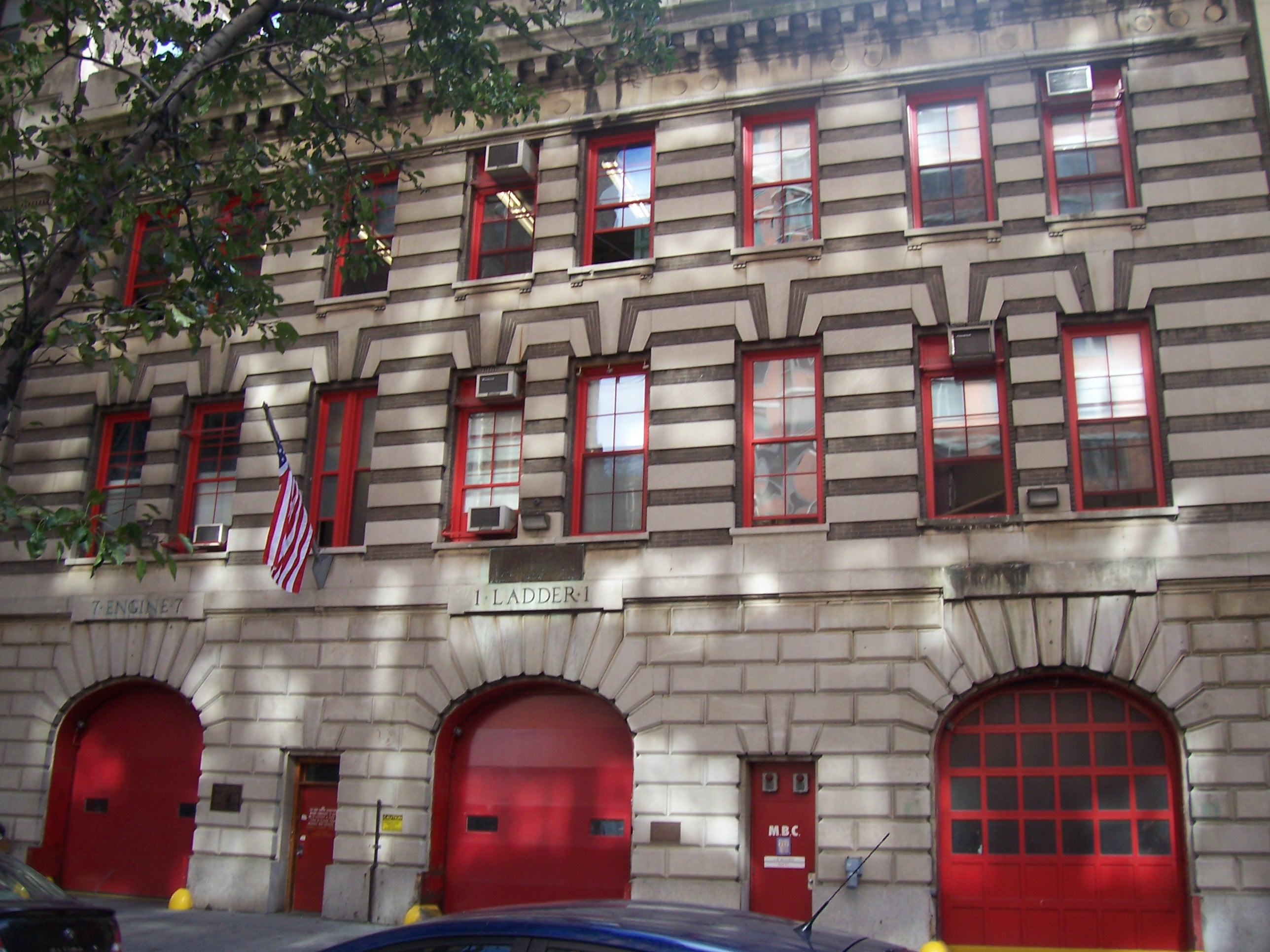
Firehouse of FDNY Engine 7, Ladder 1, and Battalion 1

Os cineastas James Hanlon e os irmãos Naudet estavam originalmente filmando Tony Benetatos, um bombeiro estagiário do New York City Fire Department designado para o Engine 7/Ladder 1/Battalion 1 Firehouse em Duane Street, na Lower Manhattan, com a intenção de fazer um filme sobre a primeira experiência de um "probie" como bombeiro. Na manhã do dia 11 de setembro, o quartel dos bombeiros, sob a direção do chefe do batalhão Joseph Pfeifer, foi chamado com um "cheiro de gás" nas ruas Church e Lispenard. Jules dirigiu com Pfeifer para investigar, enquanto Gedeon ficou no posto de bombeiros com o "probie".

Enquanto os bombeiros do Batalhão 1 examinavam o suposto vazamento de gás, o Voo American Airlines 11 voou sobre sua cabeça. Virando a câmera para seguir o avião, Jules gravou uma das únicas três gravações conhecidas do primeiro avião atingindo a Torre Norte (Torre 1) do World Trade Center, sendo as outras uma filmagem feita por Pavel Hlava e uma sequência de fotos tiradas por Wolfgang Staehle.